# Jaisalmer

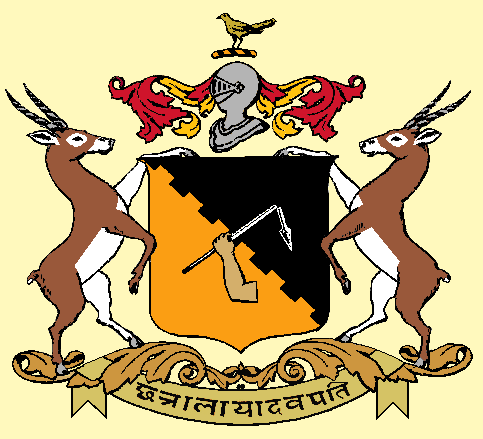
Escut de Jaisalmer

Jaisalmer fou un principat de l'Índia, el tercer en extensió de la Rajputana després de Jodhpur i Bikaner. Limitava al nord amb Bahawalpur, a l'oest amb Sind, al sud i est amb Jodhpur, i al nord-est amb Bikaner. La salutació de l'estat era de 15 canonades.

## Geografia i clima
La superfície era de 41.600 km². El país és una gran extensió d'arena que forma l'anomenat Gran Desert Indi. Només a Jaisalmer (ciutat), la capital, i a l'entorn el terreny és pedregós i la resta són turons de sorra, amb terreny completament dessolat i sens gaires poblacions. Un rierol a uns 25 km al sud de la capital, anomenat Kakni, desaigua a un llac anomenat Bhuj Jhil; en època de pluges alimenta l'embassament de Daiya. El clima és sec i caluròs, especialment el maig i juny.

## Població
La població al cens del 1881 era 108.143 habitants, el 1891 de 115.701 habitants, el 1901 de 73.370 habitants i el 1931 de 76.255 habitants.
L'estat estava formar per 472 ciutats i pobles. L'única ciutat rellevant era i és Jaisalmer (7137 habitants el 1901). La densitat era de 4,5 habitants per milla quadrada.
L'ètnia principal eren els rajputs (40%) però un terç eren musulmans; els seguien els chamars (uns 9000 el 1901), els shaikhs i els mahajans.

## Llengua i religió
La llengua principal és el marwari una de les quatre llengües derivades del rajasthaní; també es parla el sindi.
Hindus eren el 70%, musulmans el 25% i la resta animistes i jains.

## Jaciments arqueològics
Cal destacar el fort de Birsilpur (al nord-est) del segle II; la primera capital Tanot amb un fort i un temple del segle VIII; Lodorva, amb un temple jain de més de mil anys; i Sirwa, una vila a 40 km al sud-oest de Jaisalmer (ciutat) amb un edifici amb 32 pilars suposadament erigit el 820.

## Govern i administració
L'estat estava dividit en 16 hukumats (districtes), desigualment repartits en superfície i població.
L'administració correspon al sobirà que porta el títol de maharawal. Durant la minoria del maharawal Salivahan al final del segle xix, l'administració va estar en mans d'un diwan i un consell de quatre membres, sota superintendencia del resident dels estats de l'oest de Rajputana. A cadascun dels districtes o hukumats i havia un hakim.

## Segells i moneda
L'estat disposava només d'una oficina de correus. L'oficina de telègraf més propera era a Barmer (a Jodhpur). Emissions de segells pròpies apareixen entre 1928 i 1930 i entre 1940 i 1948.
Jaisalmer disposava de la seva pròpia moneda, el akhai shahi, establerta pel maharwat Akhai Sinh el 1756. La fàbrica de moneda es va tancar en 1899 quan es va començar a introduir la moneda britànica de l'Índia.

## Escut i bandera
L'escut de l'estat era partit merletat en diagonal, vermell i plata; a la part inferior esquerra una mà negra portant una llança que entra a l'altra part (superior dreta), on la llança es trenca a la part superior. Elm daurat amb llambrequins vermells i platejats damunt l'escut i damunt encara un ocell vermell sobre branca negra. Està aguantat per dos antílops naturals; a la part inferior una cinta blava aguantada amb suports daurats, en la que hi ha una inscripció (el lema de l'estat) en lletres vermelles.
Una petita imatge de l'escut, de dos colors únicament, és a «www.uq.net.au». Arxivat de l'original el 2011-06-05. [Consulta: 8 juny 2008]..
La bandera de l'estat és horitzontal safrà sobre porpra (els colors de Vishnu i Devi), amb un para-sol blanc al centre, símbol de la reialesa. La bandera històrica està avui lleugerament modificada i la part superior és groc fosc (proper al safrà) i la inferior vermella fosca; el para-sol és vermell a la part superior i groc a la inferior (la part inferior del mànec). Una bona reproducció és a aquesta pàgina Arxivat 2008-06-24 a Wayback Machine. obra de Roberto Breschi. La bandera en ús actualment és a «The Bhati Jadauns Of Kuchela».

## Exèrcit i policia
Les tropes de l'estat eren només de 220 homes, 39 de cavalleria, 13 d'artilleria i 168 d'infanteria; disposava de 25 canons dels quals 17 funcionaven. La policia eren 152 homes dels quals 72 eren muntats, quasi tot a camell., A la capital hi havia una presó.

## Justicia
Les corts inferior eren les dels hakims dels que dos tenien facultats superiors als altres 14, igual com els tenia el kotwal (governador) de la ciutat; tenien algunes facultats civils però en general els afers d'aquesta mena eren decidits per un panchayat de tres o més membres (quan les dues parts es posaven d'acord) o per l'anomenat sultani panchayat quan no hi havia acord i era nomenat pel hakim o el kotwal. La sadr era una cort d'apel·lació per afers civils en tractava els més importants i era també cort criminal en alguns casos. La majoria dels plets civils, però, eren decidits per àrbitres designats de comú acord; el diwan era la cort suprema d'apel·lació civil i criminal; les sentencies més altes estaven subjectes a confirmació pel resident que era considerat la cort suprema.

## Possessió de la terra
La possessió de la terra era en arrendament de l'estat pagat sovint en espècie. Dels 471 pobles de l'estat, 239 eren khalsa, terres del sobirà de les que el darbar (govern) cobrava directament la renda; 88 eren jagirs, 24 terres concedides a la caritat (sasan) exemptes de renda i concedides a perpetuïtat, 11 a portadors de títols (patta) que no pagaven renda però en podien ser desposseïts en qualsevol moment; 99 eren considerades bhum (els bhúmies feien serveis i pagaven tribut i a més algun pagament extraordinari quan el sobirà pujava al tron, quan es casava o coses així), i 10 dedicades als serveis de l'estat; només 1 dels 88 jagirs pagava tribut, però tots feien serveis pel darbar.

## Economia i comunicacions
La majoria de la població vivia de l'agricultura i la ramaderia; una part de la població emigrava al Sind per feines estac ionals. Els camells de Jaisalmer gaudeixen de fama pels seus passos fàcils, velocitat i resistència i es fa servir entre altres coses per llaurar, pels transport de collites i per portar menjar i agua a les cases.
A 35 km al nord-est de la capital s'explotava la sal a Kanod. A la vora de la capital hi havia producció de rajoles de color marron clar, molt fines i apreciades; una varietat de rajola groga es trobava a Habur a 50 km al nord-oest de la capital; a 30 km al nord-est s'explotava l'arena a Bhadasar.
Hi ha bons ramats de camells i bous i també es troben ovelles i cabres. Amb la llana de les ovelles es manufacturen mantes i bosses i objectes de pell i cabell de camell; també es fabricaven algunes copes i objectes de plata. S'exportava llana, camells i altres animals i arena i s'importava gra, cotó, objectes de valor i tabac. El comerç es feia principalment amb el Sind.
L'estat va patir diverses fams, estant només registrades les tres de la darrera dècada del segle ix, la més greu de les quals fou la de 1899-1900 que va causar la mort de milers de persones i la desaparició de 150000 animals amb corns i més de 7000 camells.
L'estat no disposava de ferrocarrils i l'estació més propera era Barmer a la línea Jodhpur-Bikaner a 150 km al sud de Jaisalmer (ciutat).

## Educació i sanitat
Més del 97% de la població era analfabeta el 1901 (94,6% homes i 99,9% dones). Les escoles indígenes estaven dirigits per jatis (sacerdots jains); el 1903 hi havia tres escoles de l'estat.
Un hospital i un manicomi estaven a Jaisalmer (ciutat). La vacunació es feia amb èxit al segle XX.

## Història
Els sobirans de Jaisalmer són rajputs del clan jadon i diuen descendir de Khrishna; segons els annals de l'estat la tribu dels jadons va quedar dispersa a la mort de Khrishna i dos dels seus fill van anar al nord i es va establir a la vora de l'Indus. Un dels seus descendents, Gaj, va construir la fortalesa de Gajni però fou derrotat pel rei de Khurasan i va ser expulsat cap al sud, fins al Panjab, on Salivahan va establir una nova capital que va portar el seu propi nom. Salivahan va derrotar els indoescites en una batalla decisiva prop de Kahror a 100 km de Multan, i va assolir el títol de sakari (vencedor dels sakas) i va establir l'era saka a partir de la data de la batalla (any 78).
El seu net Bhati fou un guerrer destacat que va sotmetre molts dels caps veïns, i el seu grup fou conegut en endavant com a bhati jadons; posteriorment foren expulsats cap al sud i van creuar el Sutlej i es van acabar refugiats al desert indi on van prendre contacte amb els clans rajputs com els butes, chunnes, els barahes, els langahes, i els sodhes i lodres. La seva primera capital fou Tanot (meitat del segle VIII) de la que foren expulsats; el seu cap Deoraj va assolir el títol de rawal i va construir Deogarh (o Deorawar) el 853.
Aviat la capital fou traslladada a Lodorva, una gran ciutat amb 12 portes conquerida als rajput lodra, ciutat mal adaptada per la defensa, fins que el 1156, el rawal Jaisal va fundar Jaisalmer; els seus successors van estar enfrontats contínuament en guerres i combats.
Al final del segle XIII o començament del XIV Jaisalmer fou capturada per Ala al-Din i saquejada després d'un setge de 7 anys, i durant un temps va quedar deserta. Sabal Singh fou el primer dels caps dels bhati jadon que va exercir domini al territori en feu dels emperadors de Delhi (després de 1651) que li fou concedit per l'emperador per la intercessió del cosí del cap, el raja Rup Singh de Kishangarh. En aquest temps el seu territori era molt més gran, ja que incloïa la totalitat del Bahawalpur i diversos districtes de Bikaner i Marwar (Jodhpur). Però al segle XVIII, fins al 1762, molts territoris es van perdre, encara que, mercès a la seva situació en territoris poc fèrtils, es va lliurar després dels saquejos dels marathes.
Per aquesta raó fou un dels darrers estats de la Rajputana que va quedar sota protectorat britànic; el tractat fou signat el 12 de desembre de 1818 amb Mulraj Singh. En el govern d'aquest sobirà l'esdeveniment principal foren les atrocitats del seu ministre Mehta Salim Singh, un mahajan de casta i jain de religió, que va fer matar quasi tots els parents del sobirà i va expulsar de les seves terres als paliwan bramans que eren notables cultivadors i havien construït molts dels kharins o canals d'irrigació que encara existeixen a l'estat, i també sòlids i ben construïts llogarets. El 1824 fou ferit greument per un rajput i la seva dona el va enverinar. Muraj havia mort el 1819 havia estat succeït pel seu net Gaj Singh.
El 1829 Jaisalmer fou envaït per un exèrcit de Bikaner en revenja per algunes actuacions de ciutadans del primer, però els britànics van intervenir i van imposar un arbitratge del maharana d'Udaipur; el 1844 els britànics van ocupar el Sind i van reintegrar a Jaisalmer els forts de Shahgarh, Garsia i Ghotaru que anteriorment havien estat possessió d'aquest estat.
Gaj Singh va morir el 1846 i la seva vídua va adoptar al seu nebot Ranjit Singh que va governar fins al 1864 quan el va succeir el seu germà petit Bairi Sal, mort el 1891. La seva vídua va adoptar com a successor a Syam Singh (nascut el 1887), fill del thakur Kushal Singh de Lathi, i el govern britànic va confirmar l'elecció; Syam va agafar el nom familiar de Salivahan; va morir el 14 d'abril de 1914. El 1899 el thakur Man Singh d'Eta, va adoptar al thakur Sardar Singh, que després fou adoptat per Salivahan; el fill de Sardar Singh, de nom Jawahir Singh, el va succeir quan Salivahan va morir.
Jawahir va morir el 17 de febrer de 1949 i el va succeir el seu fill Girdhar Singh, mort el 27 d'agost de 1950. El 30 de març de 1949 va integrar l'estat en el de la unió de Rajasthan per formar el Gran Rajasthan, al que es va unir poc després la unió de Matsya per formar l'estat de Rajasthan (15 de maig de 1949)

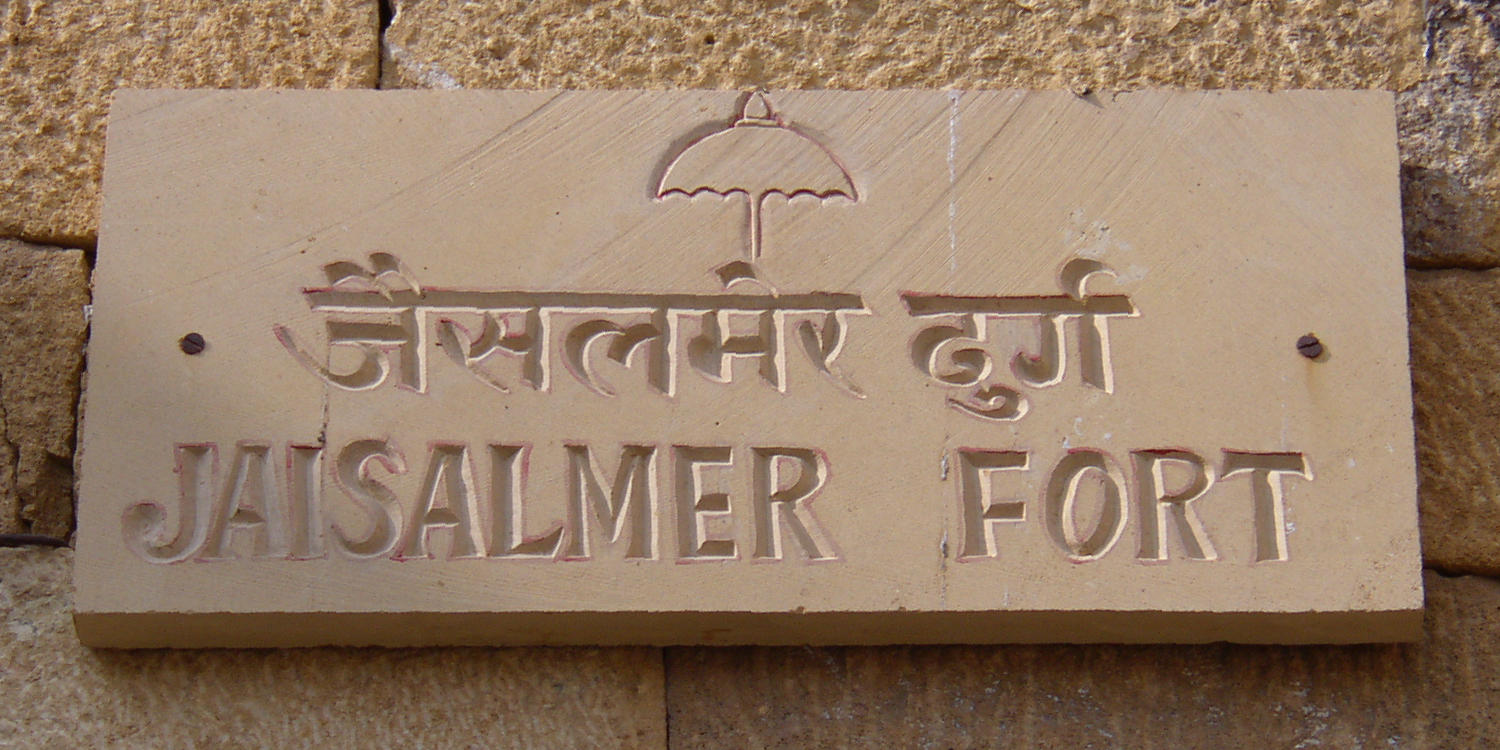
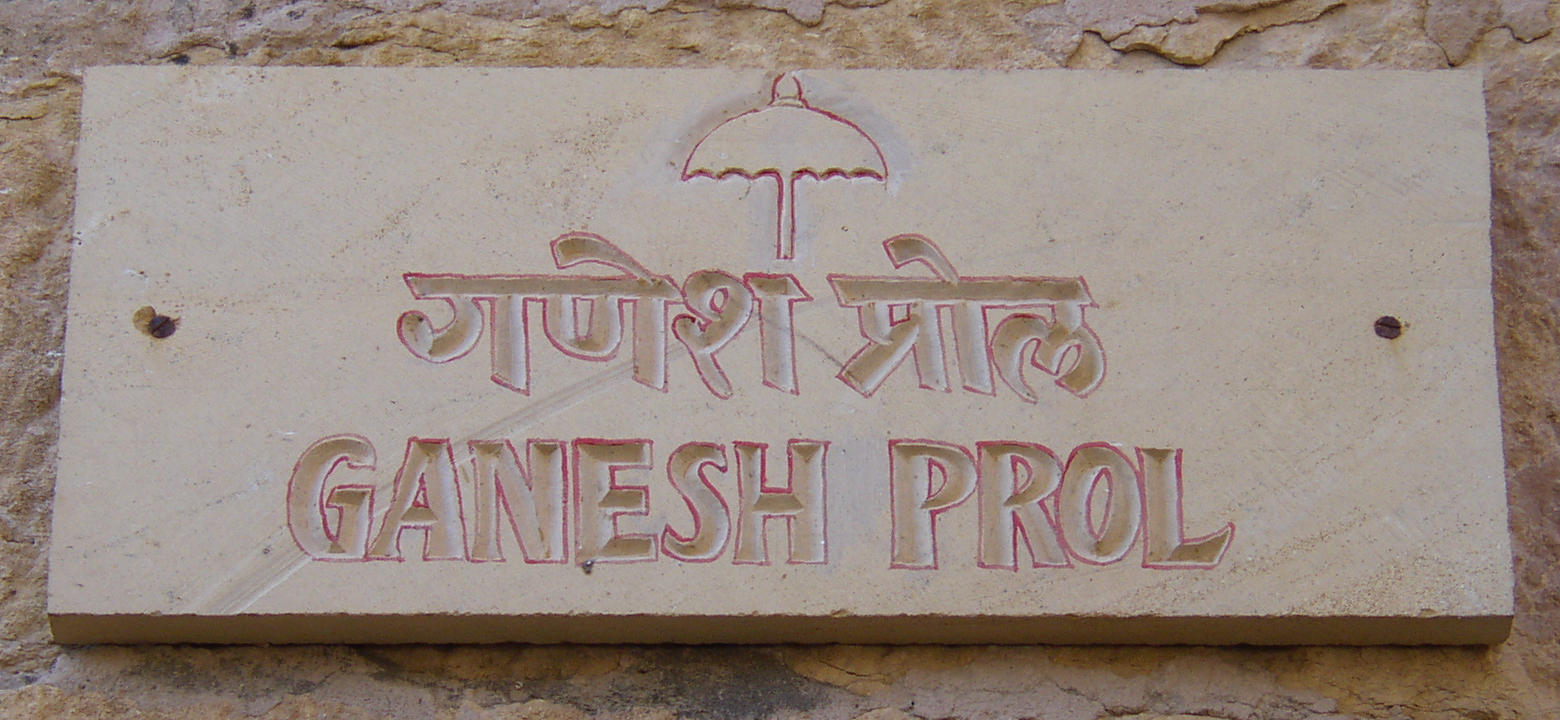
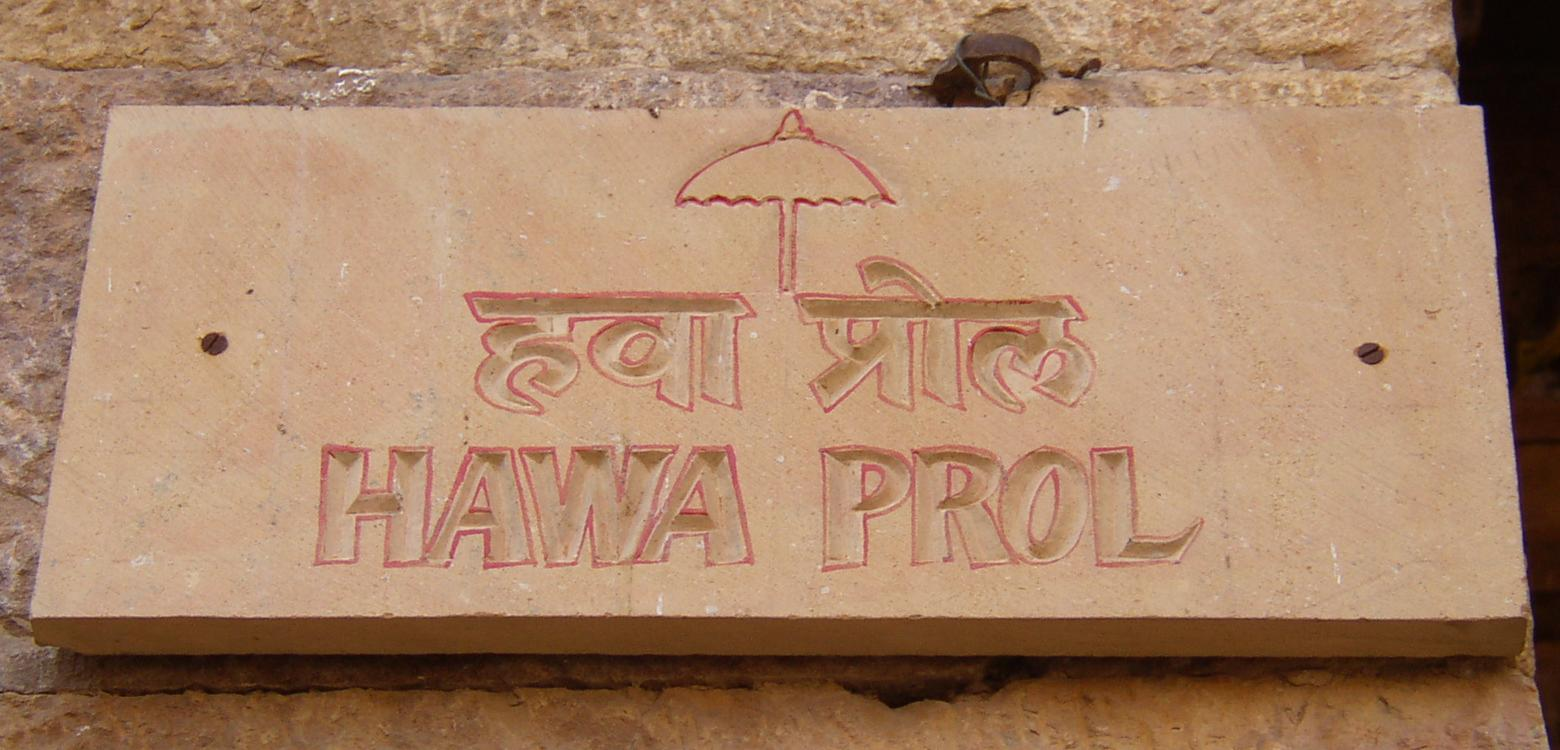

## Llista de maharwals
- Lunkaran 1530-1551
- Maldeo 1551-1562
- Harraj 1562-1578
- Bhim Singh 1578-1624
- Kalyan Das 1624-1634
- Manohar Das 1634-1648.
- Ramchandra 1648-1651
- Sabal Singh 1651-1661
- Amar Singh 1661-1702
- Jaswant Singh 1702-1708
- Budh Singh1708-1722
- Akhai Singh 1722-1762,
- Mulraj Singh II 1762-1819
- Gaj Singh 1819-1846
- Ranjit Singh 1846-1864
- Bairi Sal 1864-1891,
- Salivahan Singh III (Kunwar Syam Singh) 1891-1914
- Jawahir Singh 1914-1949
- Girdhar Singh 1949